# تغییرات اقلیمی در برزیل
تغییرات اقلیمی در برزیل عمدتاً به این صورت است که آب و هوای برزیل به سمت گرم و خشک‌تر شدن پیش می‌رود. اثر گلخانه‌ای انتشارات اضافی دی‌اکسیدکربن و متان باعث گرم و خشک‌تر شدن جنگل‌های بارانی آمازون می‌شود که نتیجه آن آتش‌سوزی‌های جنگلی بیشتر در برزیل است. بخش‌هایی از جنگل‌های بارانی در خطر تبدیل شدن به ساوانا هستند.
انتشار گازهای گلخانه‌ای در برزیل به ازای هر شخص بیشتر از متوسط جهانی است و برزیل در میان کشورهایی قرار دارد که میزان زیادی گاز گلخانه‌ای را منتشر می‌کنند. انتشارات گازهای گلخانه‌ای توسط برزیل در حدود ۳٪ از کل انتشار سالانه جهانی را تشکیل می‌دهد. اولا به دلیل قطع درختان در جنگل‌های بارانی آمازون، که منجر به انتشار مقدار بیشتری دی‌اکسید کربن نسبت به مقدار جذب شده آن در دهه ۲۰۱۰ شد. دوما از گاوداری‌ها بزرگی که گاوها متان را در فضا آزاد می‌کنند. در موافقتنامه پاریس، برزیل متعهد شد که انتشار GHG خود را کاهش دهد. اما دولت فعلی بولسونارو به دلیل انجام کارهای بسیار ناچیز برای محدود کردن تغییرات اقلیمی یا پذیرش آن تغییرات اقلیمی مورد انتقاد قرار گرفت.

## انتشار گازهای گلخانه‌ای
در سال ۲۰۲۰، تصاویر رسمی مربوط به سال ۲۰۱۶ گزارش شدند: کشاورزی %۲/۳۳، بخش انرژی %۹/۲۸، کاربری زمین، تغییر کاربری زمین کشاورزی، و جنگلداری (LULUCF) %1/27. فرایندهای صنعتی و استفاده از محصول (IPPU) و پسماندها به ترتیب %۴/۶ و %۵/۴ بوده‌اند.
بر اساس گزارش رصد اقلیمی برزیل، این کشور در سال ۲۰۱۹ به شکل ناخالص مقدار ۱۷/۲ میلیارد تن معادل دی‌اکسید کربن (tCO2e) را منتش کرده‌است. جنگل‌زدایی عامل انتشار ۹۶۸ میلیون تن tCO2e است که ۴۴٪ از کل مقدار منتشر شده را تشکیل می‌دهد؛ بخش کشاورزی معادل ۷/۵۹۸ میلیون تن CO2e (28%) و بخش انرژی ۶/۴۱۳ میلیون تن CO2e (19%)، بخش صنعت ۹۹ میلیون تن (۵٪) و پسماند ۹۶ میلیون تن CO2e (4%) را به محیط منتشر می‌کنند.
تخمین‌ها نشان می‌دهد که انتشارات در سال ۲۰۱۹ تقریباً %۸/۲ از کل مقدار در جهان را تشکیل می‌دهد. مانند سال ۲۰۲۱، برزیل چهارمین منتشرکننده سنگین گازهای گلخانه‌ای است و Gt 110 گاز را منتشر می‌کند. در سال ۲۰۱۹، به‌طور میانگین برزیلی‌های هر کدام ۱۰ تن CO2e را منتشر کردند در حالی که مقدار متوسط جهانی ۷ تن به ازای هر شخص است.
اگرچه دولت متعهد شد که مقدار خالص صفر را تا سال ۲۰۵۰ محقق کند، شهرها گله می‌کنند که اقدام فوری در حال انجام نیست. امیلیو راروور پژوهشگر که یکی از دست‌اندرکاران تدوین گزارش از سال ۲۰۱۳ است، گفته که "در صورتی که هیچ اقدامی برای محدودسازی انتشارات بعد از سال ۲۰۲۰ انجام نگیرد، برزیل ممکن است تا سال ۲۰۳۰ مقدار ۵/۲ میلیارد تن دی‌اکسید کربن را به فضا منتشر کند. برای داشتن دیدی نسبت به این موضوع، زمانی که این انتشارات این رقم از مجموع سال ۲۰۰۵ بیشتر است، زمانی که مجموع مقدار انتشار حدود ۲ میلیارد تن بود.

### کشاورزی

#### احشام
در سال ۲۰۱۲، برزیل دومین کشور دارای بیشترین میزان احشام در دنیا با تعداد ۲۰۵ میلیون راس بود. گاوها نشخوارکننده هستند که گازهای گلخانه‌ای مانند متان و اکسید نیتروژن را منتشر می‌کنند.

### جنگل‌زدایی
درختان قطع می‌شوند تا زمین‌هایی را برای احشام و سویا ایجاد کنند. جنگل‌زدایی در سال ۲۰۰۴ به اوج خود رسید و سپس تا اوایل دهه ۲۰۱۰ کاهش پیدا کرد. از آن زمان، جنگل‌زدایی تا سال ۲۰۲۰ در حال افزایش بوده‌است.

### سوخت‌های فسیلی
بزرگ‌ترین منتشرکننده منفرد در بخش انرژی، محصولات نفتی مورد استفاده به عنوان سوخت برای حمل و نقل در برزیل است اما مقداری گاز طبیعی و زغال‌سنگ نیز در بخش تولید برق در برزیل سوزانده می‌شود. در سال ۲۰۱۶–۱۷، نیروگاه‌های با سوخت زغال‌سنگ در برزیل بیش از یک میلیارد دلار یارانه گرفتند. در کنوانسیون گوناگونی زیستی، برزیل متعهد شد که تا سال ۲۰۲۰ یارانه بخشهای خطرساز برای محیط‌زیست را به صورت تدریجی حذف کند. اما دولت در سال ۲۰۲۲ اعلام کرد که تا سال ۲۰۴۰ به برق تولیدی از زغال‌سنگ یارانه پرداخت خواهد شد.